# Halie (Nereide)
Halie oder Halia (altgriechisch Ἁλίη, Ἁλία) ist in der griechischen Mythologie eine Tochter des Nereus und der Okeanide Doris und somit eine der Nereiden.
Homer erwähnt sie in der Ilias im Rahmen seiner Aufzählung der Nereiden, ebenso Hesiod in seiner Theogonie. Im Nereidenkatalog bei Hyginus Mythographus wird sie ebenfalls genannt. Es ist unklar, ob sie mit der oft ebenfalls genannten Thalia identisch ist. Sie wurde auf einer Vase aus Gnathia dargestellt, auf der von sieben weiblichen Figuren drei die Namensbeischriften von Nereiden haben. Die beiden anderen Nereiden sind Klymene und Nesaia.